# Guerre tchado-nigériane
 (septembre 2023).
La guerre tchado-nigériane est une brève guerre ayant pour objectif le contrôle des îles du lac Tchad. La guerre a commencé lorsqu'une force dirigée par le chef d'état-major de l'armée tchadienne, Idriss Déby, a envahi certaines parties de l'État de Borno au Nigeria, et s'est terminée par l'expulsion des tchadiens et la brève invasion du territoire tchadien par les forces nigérianes dirigées par Muhammadu Buhari.

## Guerre
La guerre a eu lieu pendant le conflit tchado-libyen et, peu de temps après, le Tchad a connu une guerre civile dans laquelle les soldats de la paix nigérians se sont retrouvés pris entre deux feux. Les conflits territoriaux autour du lac Tchad, qui étaient depuis longtemps une source de tensions, compliquaient encore davantage les relations tchado-nigérianes.
Le 18 avril 1983, une force tchadienne a envahi et occupé 19 îles du lac Tchad. Le gouvernement nigérian dirigé par Shehu Shagari a ordonné le déploiement de troupes de la 3e division blindée de Jos dirigée par Muhammadu Buhari en tant qu'officier général commandant (GOC). La frontière tchado-nigériane a été fermée et des troupes mobilisées dans la région. Cependant, sous la pression des passeurs, le président Shehu Shagari a ordonné à Buhari de rouvrir la frontière. L'ordre a été exécuté lorsque le chef d'état-major de l'armée, le général Inua Wushishi, a communiqué l'ordre du président. Les troupes nigérianes ont réussi à reconquérir les îles et ont également poursuivi les Tchadiens sur 50 kilomètres au-delà des frontières.

## Conséquences
La guerre a été l'une des causes du coup d'État nigérian de 1983 (en). Démontrant l'impuissance du président Shagari face à ses officiers, qui avait permis à Buhari d'agir ouvertement contre les ordres, elle a mis en lumière les tensions entre les militaires et le gouvernement civil. Le 31 décembre 1983, Muhammadu Buhari prend le pouvoir au Nigeria, mettant ainsi fin à la deuxième République nigériane (en).